# Patagonische Zypresse
Die Patagonische Zypresse oder Alerce (Fitzroya cupressoides) ist die einzige Pflanzenart der Gattung Fitzroya aus der Familie der Zypressengewächse (Cupressaceae). Sie ist in Südamerika heimisch. Sie ist als eine von nur sieben Baumarten im Anhang I des Washingtoner Artenschutzübereinkommens gelistet. Der internationale Handel mit der Alerce ist deshalb kategorisch verboten.

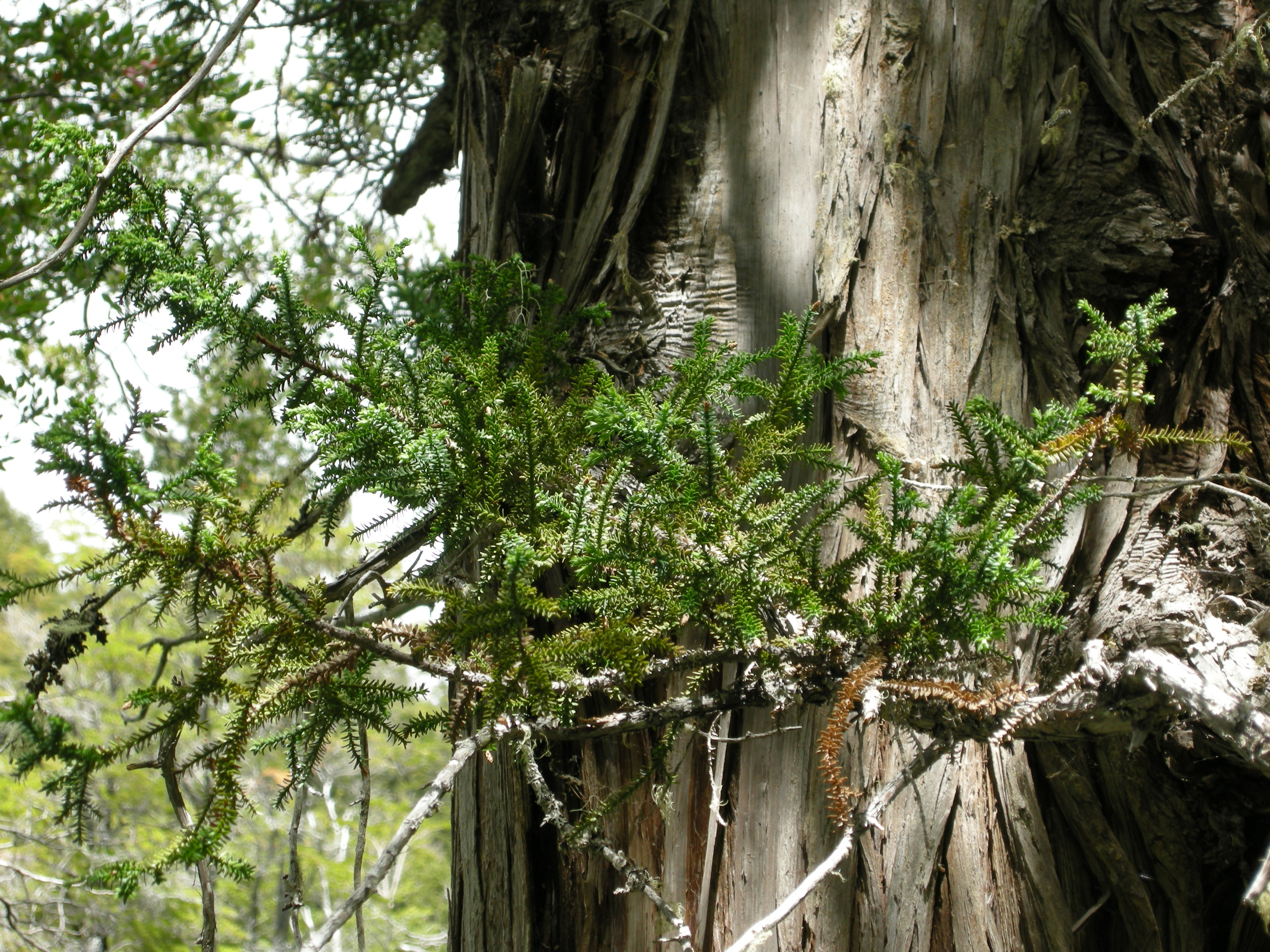
Alerce (Fitzroya cupressoides)

## Beschreibung
Die Patagonische Zypresse ist ein immergrüner Baum. An ihren Heimatstandorten wächst die Patagonische Zypresse als mächtiger Baum und kann Wuchshöhen von 45 bis über 55 m sowie Stammdurchmesser von über 3,5 m erreichen. Sie kann ein sehr hohes Lebensalter erreichen. Die älteste Patagonische Zypresse konnte auf ein Lebensalter von 3600 Jahren datiert werden. Die Patagonische Zypresse wächst sehr langsam. Die Borke ist rötlich- bis dunkelbraun und tief rissig sowie in Streifen abblätternd. Junge Bäume haben eine in etwa kegelförmige Krone; im Alter wird die Krone lockerer. Die großen Äste sind straff aufwärts gerichtet, während die Zweige hängen. Die schuppenförmigen Blätter sind dunkel blaugrün und 2 bis 4 mm lang. Sie stehen zu dritt in Quirlen und weisen beidseitig ein bis zwei weiße Streifen auf.
Fitzroya cupressoides ist zweihäusig (diözisch), männliche und weibliche Zapfen befinden sich also an verschiedenen Bäumen. Die einzeln achselständig nahe der Zweigspitzen stehenden, männlichen Zapfen sind zylindrisch. Die einzeln stehenden, weiblichen Zapfen besitzen neun Zapfenschuppen in drei Wirteln: die Zapfenschuppen des unteren Wirtels sind steril und am kleinsten, die Zapfenschuppen des mittleren Wirtels sind größer und ebenfalls steril oder sie tragen je eine Samenanlage in den Achseln. Die drei oberen Zapfenschuppen tragen zwei bis sechs Samenanlagen. Am Zapfenende stehe drei kugelige Strukturen, die zur Reifezeit einen duftenden Harz absondern. Die im ersten Jahr reifen Zapfen sind kugelig mit einem Durchmesser von 5 bis 8 mm. Die eiförmigen Samen besitzen zwei, selten drei Flügel. Die Sämlinge besitzen zwei Keimblätter (Kotyledone).

## Systematik
Der chilenische Botaniker Juan Ignacio Molina beschrieb diese Pflanzenart 1782 unter dem Namen Pinus cupressoides. Der US-amerikanische Botaniker Ivan Murray Johnston bezog sich auf dieses Basionym, stellte diese Art jedoch unter der Bezeichnung Fitzroya cupressoides in eine eigene Gattung; seine Erstbeschreibung wurde 1924 veröffentlicht.
Der Gattungsname ehrt den britischen Marineoffizier und Meteorologen Robert FitzRoy (1805–1865).
Weitere Synonyme sind: Abies cupressoides (Molina) Poir., Cupresstellata patagonica (Hook.f.) J.Nelson., Fitzroya patagonica Hook.f. ex Lindl., Libocedrus tetragona (Hook.) Endl., Thuja tetragona Hooker.

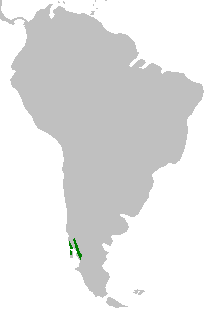
Verbreitung

## Verbreitung
Diese Art ist in den südlichen Anden Südamerikas heimisch; sie kommt nur im südlichen Chile (in der Región de los Lagos) und in Argentinien (Provinzen Chubut, Neuquén und Río Negro) vor. Dort wächst sie in der Regel in höheren Lagen in Nadel-Laubmischwäldern als Übersteher. Reine Alerce-Nadelwälder kommen nur selten auf azonalen Sonderstandorten vor.
In Mitteleuropa ist sie nicht genügend winterhart. Auf den Britischen Inseln gedeiht sie durchaus zufriedenstellend und erreicht dort immerhin Wuchshöhen von etwa 20 m.

## Besondere Einzelexemplare

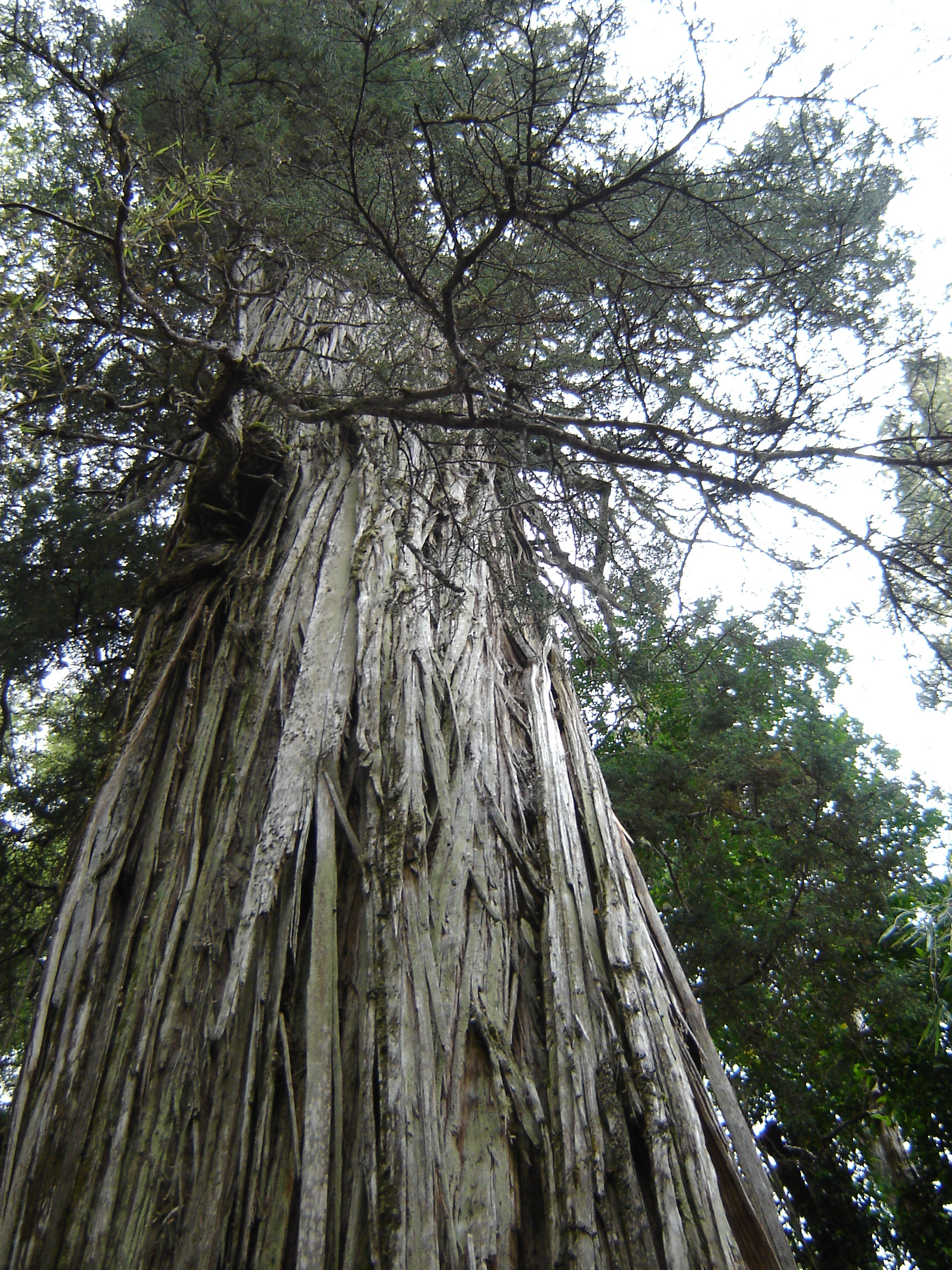
Der Alerce milenario im Nationalpark Los Alerces

Das größte offiziell registrierte Exemplar Argentiniens, der Alerce milenario steht im Nationalpark Los Alerces am nördlichen Ausläufer des Lake Menendez, in der Nähe von Puerto Sagrario. Dieser Baum ist 57 m hoch und weist einen Stammdurchmesser vom 2,2 m auf. Sein Alter wird auf 2.600 Jahre geschätzt. Noch höhere Exemplare sollen Gerüchten von Park-Rangern zufolge am südlichen Ausläufer des Lake Menendez stehen, der jedoch nicht öffentlich zugänglich ist.
In Chiles Nationalpark Alerce Costero, in der Region X, südlich von Valdivia, steht ein mächtiger Alercebaum mit einem Durchmesser von 4,26 m.
Das Alter eines Exemplars wurde mit 3.622 Jahren bestimmt. Dies ist das zweithöchste Alter eines einzelnen Baumes, das bislang jemals exakt bestimmt werden konnte. Auf diesem Exemplar zusammen mit noch älteren Holzfunden von Patagonischen Zypressen konnte eine Dendrochronologie aufgebaut werden, die 5.666 Jahre abdeckt und somit die längste durch Baumringanalysen abgesicherte Chronologie in der südlichen Hemisphäre darstellt. Es gibt mit großer Wahrscheinlichkeit noch ältere Exemplare als den 3.622 Jahre alten Baum. Diese Exemplare sind allerdings hohl, sodass eine genaue Altersbestimmung nicht möglich ist.

## Verwendung
Das relativ leichte und recht beständige Holz wird für verschiedene Anwendungen genutzt. Es ist bekannt als Alerce und wird gerne für Schindeln genutzt.